# Željko Knapić
Željko Knapić (ur. 26 marca 1957 w Čakovcu) – chorwacki lekkoatleta, reprezentujący Jugosławię, specjalizujący się w biegach sprinterskich, a w szczególności w biegu na 400 metrów. Olimpijczyk. Rekordzista Chorwacji w biegu na 200 metrów i biegu na 400 metrów.
Jako osiemnastolatek zajął 5. miejsce na 400 metrów oraz 8. w sztafecie 4 × 400 metrów podczas mistrzostw Europy juniorów. Finalista mistrzostw Europy zarówno w hali, jak i na stadionie. Brązowy medalista Igrzysk Śródziemnomorskich 1983 w biegu na 400 metrów. Kilkukrotny złoty medalista mistrzostw krajów bałkańskich. Wielokrotny medalista Mistrzostw Jugosławii w biegach na 200 i 400 metrów, w 1983 został halowym wicemistrzem Wielkiej Brytanii (AAA Championships) w biegu na 400 metrów. Uczestnik letnich igrzysk olimpijskich 1980 w biegu sztafetowym 4 × 400 metrów.
Po zakończeniu kariery seniorskiej startuje w zawodach dla weteranów, biorąc udział między innymi w lekkoatletycznych mistrzostwach Chorwacji w tej kategorii wiekowej.

## Rekordy życiowe
- Bieg na 200 metrów – 20,76 (1981) rekord Chorwacji[9]
- Bieg na 200 metrów (hala) – 21,40 (1983)
- Bieg na 400 metrów – 45,64 (1981) rekord Chorwacji[9]
- Bieg na 400 metrów (hala) – 46,56 (1988)